# Dipturus lanceorostratus
Dipturus lanceorostratus är en rockeart som först beskrevs av Wallace 1967.  Dipturus lanceorostratus ingår i släktet Dipturus och familjen egentliga rockor. IUCN kategoriserar arten globalt som otillräckligt studerad. Inga underarter finns listade i Catalogue of Life.